# Wodzierady (gmina)
Pour les articles homonymes, voir Wodzierady.
Wodzierady est une gmina (commune) rurale (gmina wiejska) du powiat de Łask, dans la Łódź, dans le centre de la Pologne.
Son siège administratif (chef-lieu) est le village de Wodzierady, qui se situe environ 15 kilomètres (km) au nord de Łask (siège du powiat) et 24 kilomètres à l'ouest de la capitale régionale Łódź (capitale de la voïvodie).
La gmina couvre une superficie de 81,42 km2 pour une population de 3 098 habitants en 2006.

## Histoire
De 1975 à 1998, la gmina est attachée administrativement à la voïvodie de Sieradz.

Depuis 1999, elle fait partie de la voïvodie de Łódź.

## Géographie
La gmina inclut les villages et localités de :

Position de la gmina dans le powiat

- Alfonsów
- Chorzeszów
- Czarnysz
- Dobków
- Dobruchów
- Hipolitów
- Jesionna
- Józefów
- Kiki
- Kwiatkowice
- Kwiatkowice-Kolonia
- Leśnica
- Ludowinka
- Magdalenów
- Magnusy
- Mauryców
- Pelagia
- Piorunów
- Piorunówek
- Przyrownica
- Stanisławów
- Teodorów
- Wandzin
- Włodzimierz
- Wodzierady
- Wola Czarnyska
- Wrząsawa
- Zalesie

### Gminy voisines
La gmina de Wodzierady est voisine des gminy suivantes :
- Dobroń
- Łask
- Lutomiersk
- Pabianice
- Szadek
- Zadzim

## Structure du terrain
D'après les données de 2007, la superficie de la commune de Wodzierady est de 81,42 kilomètres carrés, répartis comme telle :
- terres agricoles : 79 %
- forêts : 15 %

La commune représente 13,31% de la superficie du powiat.

## Démographie
Données du 31 décembre 2007 :
| Description        | Total  | Total | Femmes | Femmes | Hommes | Hommes |
| ------------------ | ------ | ----- | ------ | ------ | ------ | ------ |
| Unité              | Nombre | %     | Nombre | %      | Nombre | %      |
| Population         | 3 118  | 100   | 1 513  | 48,5   | 1 605  | 51,5   |
| Densité (hab./km²) | 38     | 38    | 18     | 18     | 20     | 20     |